# Comuna Mörbylånga
Mörbylånga (Mörbylånga kommun) este o comună din comitatul Kalmar län, Suedia, cu o populație de 14.368 locuitori (2013).

## Geografie

### Zone urbane
Lista celor mai mari zone urbane din comună (anul 2015) conform Biroului Central de Statistică al Suediei:
| Nr | Zona urbană               | Pop.  |
| -- | ------------------------- | ----- |
| 1  | Färjestaden               | 5.645 |
| 2  | Mörbylånga                | 1.824 |
| 3  | Skogsby                   | 948   |
| 4  | Algutsrum                 | 862   |
| 5  | Vickleby                  | 438   |
| 6  | Glömminge și Strandskogen | 366   |
| 7  | Degerhamn                 | 338   |
| 8  | Saxnäs                    | 315   |
| 9  | Gårdby                    | 277   |
| 10 | Kastlösa                  | 202   |

## Demografie
| \| Evoluția demografică în comuna Mörbylånga, 1970–2015 \| Evoluția demografică în comuna Mörbylånga, 1970–2015 \| Evoluția demografică în comuna Mörbylånga, 1970–2015 \| Evoluția demografică în comuna Mörbylånga, 1970–2015 \| Evoluția demografică în comuna Mörbylånga, 1970–2015 \| \| ----------------------------------------------------------------------------------------------------- \| ---------------------------------------------------- \| ---------------------------------------------------- \| ---------------------------------------------------- \| ---------------------------------------------------- \| \| An \| \| \| Locuitori \| \| \| 1970 \| 1970 \| \| 9898 \| 9898 \| \| 1975 \| 1975 \| \| 11383 \| 11383 \| \| 1980 \| 1980 \| \| 12613 \| 12613 \| \| 1985 \| 1985 \| \| 12707 \| 12707 \| \| 1990 \| 1990 \| \| 13447 \| 13447 \| \| 1995 \| 1995 \| \| 13802 \| 13802 \| \| 2000 \| 2000 \| \| 13442 \| 13442 \| \| 2005 \| 2005 \| \| 13405 \| 13405 \| \| 2010 \| 2010 \| \| 14021 \| 14021 \| \| 2015 \| 2015 \| \| 14669 \| 14669 \| \| Sursa: SCB - Statistika Centralbyrån, Folkmängd efter region, civilstånd, ålder och kön. År 1968–2016 \| \| \| \| \| |      |  |           |       |
| Evoluția demografică în comuna Mörbylånga, 1970–2015 |      |  |           |       |
| An |      |  | Locuitori |       |
| 1970 | 1970 |  | 9898      | 9898  |
| 1975 | 1975 |  | 11383     | 11383 |
| 1980 | 1980 |  | 12613     | 12613 |
| 1985 | 1985 |  | 12707     | 12707 |
| 1990 | 1990 |  | 13447     | 13447 |
| 1995 | 1995 |  | 13802     | 13802 |
| 2000 | 2000 |  | 13442     | 13442 |
| 2005 | 2005 |  | 13405     | 13405 |
| 2010 | 2010 |  | 14021     | 14021 |
| 2015 | 2015 |  | 14669     | 14669 |
| Sursa: SCB - Statistika Centralbyrån, Folkmängd efter region, civilstånd, ålder och kön. År 1968–2016 |      |  |           |       |